# Какаду (род)
Какаду (лат. Cacatua) — род птиц из семейства какаду.

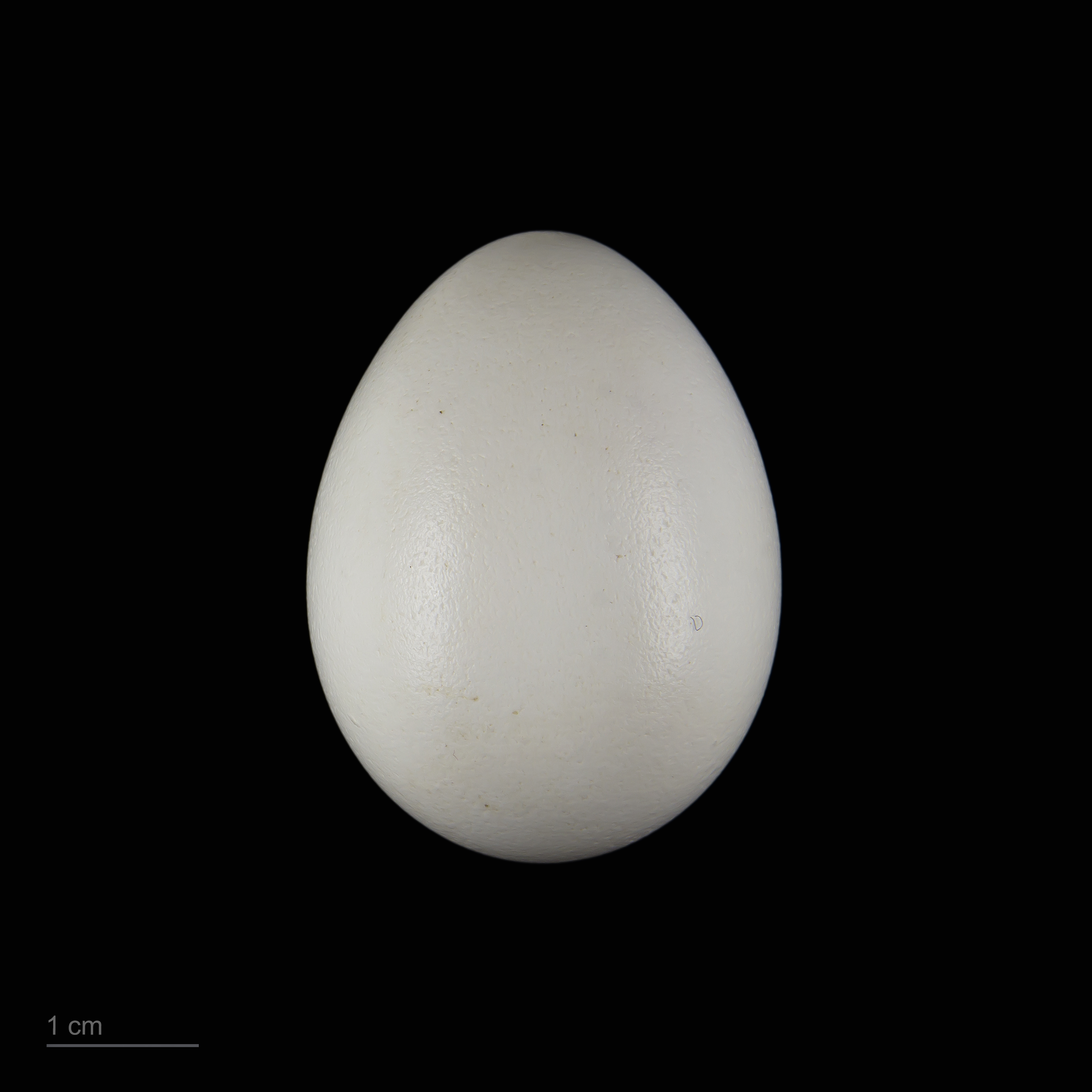
Яйцо Cacatua sp — Тулузский музей

Обитает от Филиппин и Уоллесии на восток до Соломоновых островов и на юг до Австралии. Они имеют преимущественно белое оперение (у некоторых видов с розовато-жёлтым оттенком), выразительный хохолок из перьев и чёрный (подрод Cacatua) или бледный (подрод Licmetis) клюв. Сегодня несколько видов из этого рода считаются находящимися под угрозой из-за сочетания потери среды обитания и ловли для продажи. Очковый какаду, молуккский какаду и зонтиком-какаду считаются уязвимыми, а филиппинский какаду и малый желтохохлый какаду считаются находящимися в критическим состоянии.
Род был впервые описан Матюреном Жаком Бриссоном в 1790 году, а белый какаду впоследствии был назначен типовым видом. Жорж Кювье установил род Kakatoe в 1800 году, с типовым видом филиппинский какаду (C. haematuropygia), и некоторые старые книги о птицах указывают это название. Mayr, Keast и Serventy объявили валидным род Cacatua в 1964 году и аннулировали Kakatoe.

## Виды
Международный союз орнитологов относит к роду видов.
| Русскоязычное и научное название              | Изображение          | Описание | Распространение      |
| Род Какаду (Cacatua)                          | Род Какаду (Cacatua) | Род Какаду (Cacatua) | Род Какаду (Cacatua) |
| --------------------------------------------- | -------------------- | --- | -------------------- |
| Какаду-инка (Cacatua leadbeateri)             |                      | Длина около 39 см. |                      |
| Филиппинский какаду (Cacatua haematuropygia)  |                      | Длина около 30 см. |                      |
| Какаду Гоффина (Cacatua goffiniana)           |                      | Длина 30—32 см. Белое оперение, светло-розовые пятна на уздечке, внутренняя сторона маховых и рулевых перьев бледно-жёлтого цвета. Неоперённая зона вокруг глаз голубого или светло-серого цвета. Хохолок короткий, в отличие от других видов не заходит назад дальше темени.                                                      |                      |
| Соломонский какаду (Cacatua ducorpsii)        |                      | Длина около 30 см. |                      |
| Тонкоклювый какаду (Cacatua pastinator)       |                      | Длина 40—45 см. Оперение преимущественно белое. Уздечка и основания перьев головы и затылка — малиново-розовые. Испод крыла бледно-жёлтый. Окологлазничное кожистое пятно голубого цвета. От гологлазого какаду отличается большими размерами, более длинным и тонким клювом (надклювье длиннее подклювья)                         |                      |
| Гологлазый какаду (Cacatua sanguinea)         |                      | Длина 35—40 см. Имеет внешнее сходство с тонкоклювым какаду: белое оперение, розовая уздечка, желтоватый испод крыла. Отличительные признаки: меньшие размеры, надклювье и подклювье имеют одинаковую длину, отсутствие розового пятна на груди. Окологлазничное кожистое пятно голубовато-серого цвета, больше развито под глазом |                      |
| Носатый какаду (Cacatua tenuirostris)         |                      | Длина 37—40 см. Большая часть оперения белая. Лоб и уздечка оранжево-алые. На груди узкая поперечная полоса алого цвета. Вершины перьев на исподе крыла и подхвостье с лимонно-жёлтым оттенком. Окологлазничное кожистое пятно голубого цвета.                                                                                     |                      |
| Большой белохохлый какаду (Cacatua alba)      |                      | Длина около 50 см. |                      |
| Очковый какаду (Cacatua ophthalmica)          |                      | Длина 45—55 см. |                      |
| Молуккский какаду (Cacatua moluccensis)       |                      | Длина около 50 см. Оперение белое с бледно-розовым, «лососевым» оттенком. На хохолке развиты перья оранжевого цвета. |                      |
| Малый желтохохлый какаду (Cacatua sulphurea)  |                      | Длина около 35 см. Оперение белое с лимонно-жёлтым оттенком на хохолке, кроющих ушей, на подхвостье и исподе крыла. |                      |
| Cacatua citrinocristata                       |                      | |                      |
| Большой желтохохлый какаду (Cacatua galerita) |                      | Длина 45—55 см. |                      |